# Dendrolagus pulcherrimus
Dendrolagus pulcherrimus  é uma espécie de marsupial da família Macropodidae. Endêmica da Nova Guiné Ocidental na Indonésia.